# ビッグエデン
『ビッグエデン』（Big Eden）は、2000年のアメリカ合衆国のロマンティック・コメディドラマ映画。トーマス・ベズーチャ監督のデビュー作で、出演はアリー・グロスとエリック・シュウェイグなど。
ニューヨークでアーティストとして活躍しているゲイの男性が、祖父の病気を機に戻った故郷の町「ビッグエデン」で、高校時代に片想いだった友人と偶然再会し、町の人々と温かな関係を築いていくさまを描いた大人のおとぎ話である。
日本では一般劇場未公開だが、2005年7月16日に第14回東京国際レズビアン&ゲイ映画祭にて上映された。

## キャスト
- ヘンリー・ハート: アリー・グロス - ニューヨーク在住のアーティスト。
- パイク・デクスター: エリック・シュウェイグ（英語版） - 雑貨店の店主。
- ディーン・スチュワート: ティム・ディケイ - ヘンリーの高校時代の片想いの相手。
- グレース・コーンウェル: ルイーズ・フレッチャー - 幼稚園の先生。
- アンナ・ルドルフ: コリンヌ・ボーラー
- サム・ハート: ジョージ・コー - ヘンリーの祖父。
- エスター・セイヤー: ナン・マーティン（英語版） - 未亡人。料理好き。おしゃべり好き。
- メアリー・マーガレット・ビショップ: ヴィエンヌ・コックス（英語版） - ヘンリーのアシスタント。
- ジム・ソームズ: オニール・コンプトン（英語版） - パイクの雑貨店に入り浸っている男たちの1人。
- ベッキー・ルドルフ: ジョシー・アダムス

## 作品の評価

### 映画批評家によるレビュー
Rotten Tomatoesによれば、53件の評論のうち高評価は64%にあたる34件で、批評家の一致した見解は「非現実的ではあるが、『ビッグエデン』にはおとぎ話のような魅力と甘美さがある。」となっている。Metacriticによれば、19件の評論のうち、高評価は12件、賛否混在は6件、低評価は1件で、平均点は100点満点中59点となっている。

### 受賞歴
- クリーヴランド国際映画祭（英語版） - 最優秀作品賞、最優秀インディペンデント作品賞
- フロリダ映画祭（英語版） - 観客賞
- LAアウトフェスト（英語版） - 観客賞、審査員大賞長編映画男優賞（エリック・シュウェイグ）
- マイアミ・ゲイ&レズビアン映画祭 - 審査員賞
- サンフランシスコ国際レズビアン&ゲイ映画祭（英語版） - 観客賞
- シアトル・レズビアン&ゲイ映画祭（英語版） - 観客賞
- トロント・インサイドアウト・レズビアン&ゲイ映画・ビデオ祭（英語版） - 観客賞

#### ノミネート
- GLAADメディア賞 - 限定公開部門最優秀映画賞（英語版）[6]
- アメリカインディアン映画祭（英語版） - 男優賞（エリック・シュウェイグ）